# Iota Capricorni
Iota Capricorni (Dai (代), Tae, 32 Capricorni) é uma estrela na direção da constelação de Capricornus. Possui uma ascensão reta de 21h 22m 14.78s e uma declinação de −16° 50′ 04.4″. Sua magnitude aparente é igual a 4.28. Considerando sua distância de 215 anos-luz em relação à Terra, sua magnitude absoluta é igual a 0.18. Pertence à classe espectral G8III. É uma estrela variável BY Draconis.